# Poljski bratje
Poljski bratje (poljsko bracia polscy) so bili člani Male reformirane poljske cerkve, netrinitarne protestantske cerkve, ki je na Poljskem obstajala od leta 1565 do 1658. Nečlani bratstva so jih imenovali »arijanci« ali »socinijanci« (poljsko arianie, socynianie), sami pa so se raje imenovali preprosto »bratje« ali »kristjani«, po izgonu s Poljske pa »unitarci«.

## Zgodovina
Ecclesia Minor ali Mala reformirana cerkev na Poljskem, danes bolj znana kot poljski bratje, je bila ustanovljena 22. januarja 1556, ko je poljski študent Piotr iz Goniądza (Peter Gonesius) na generalni sinodi reformiranih (kalvinističnih) cerkva Poljske v vasi Secemin nastopil proti nauku o Sveti trojici.

### 1565:  Razkol s kalvinisti
Teološka razprava, ki jo je leta 1565 organiziral sam poljski kralj Sigismund II. Avgust, ni uspela združiti obeh protestantskih frakcij. Frakcija, ki je podpirala argumente Petra iz Goniądza, je pretrgala vse vezi s kalvinisti in organizirala svojo sinodo v mestu Brzeziny 10. junija 1565.
V 70.  letih 16. stoletja je prišlo do razkola med pacifistično in arijansko skupino, ki sta jo vodila Marcin Czechowic in Grzegorz Paweł z Brzezina, ter nepacifistično in ebionitsko skupino, ki jo je vodil Belorus Symon Budny. Leta 1579 je prispel na Poljsko italijanski izgnanec Fausto Sozzini in zaprosil za sprejem v Malo cerkev. Prošnja je bila zavrnjena zaradi njegovega precej nenavadnega osebnega nasprotovanja krstu v vodi. V Italijanu so kljub temu videli sposobnega zagovornika Budnyjevih idej. Sledila je Sozzinijeva poroka s hčerko Krzysztofa Morsztyna starejšega leta 1586, ki je utrdila njegov položaj med poljskimi brati. 

### 1602-1638: Rakovska akademija
Največji kulturni središči poljskih bratov sta bili Pińczów in Raków z glavno arijansko tiskarno in univerzo Rakovska akademija (Gymnasium Bonarum Artium), ustanovljeno leta 1602 in ukinjeno leta  1638. Na njej je študiralo več kot tisoč študentov.

### 1658: Izgon
Bratje niso nikoli sodelovali pri pogajanjih, ki so privedla do Sandomierskega sporazuma iz leta 1570 med različnimi poljskimi protestanti. Mala cerkev na Poljskem je bila razpuščena 20. julija 1658, ko je Sejm izgnal socinijane s Poljske. To se je zgodilo po nizu  vojn v 17. stoletju, znanih kot potop, v katerih je na Poljsko vdrla protestantska Švedska. Po vojnah so bili socinijani, kot skoraj vsi nekatoliški kristjani, običajno obravnavani kot švedski kolaboranti.
Bratje so bili izgnani na tri strani in našli azil v naslednjih regijah:
- Vojvodini Prusiji, kjer so Kristofer Crell in njegovi sinovi ustanovili novo kongregacijo,
- Nizozemski, kjer je Andrej Wiszowaty starejši leta 1684 objavil svoje delo  Bibliotheca Fratrum Polonorum quos Unitarios vocant (Knjižnica poljskih bratov, imenovanih unitaristi), Christopher Sand pa  istega leta delo  Bibliotheca antitrinitariorum (Knjižnica antitrinitarcev), in
- Transilvanijo, kjer je Unitarijanska cerkev Transilvanije uživala svobodo. Tja je odšel Andrzej Wiszowaty mlajši, ki je postal učitelj na Unitarijanskem kolegiju v  Kolozsvárju (zdaj Cluj, Romunija).

## Verovanja

### Teologija
Mala cerkev je prvotno sledila netrinitarnemu nauku, ki so ga navdihnili spisi Mihaela Serveta. Pozneje je njen glavni teološki pristop postal socinizem, imenovan po italijanskem teologu Faustu Sozziniju. Bili so proti smrtni kazni in niso verjeli v tradicionalne krščanske nauke o peklu in Sveti trojici.

### Cerkev in država
Zavzemali so se za ločitev Cerkve od države in učili o enakosti in bratstvu vseh ljudi; nasprotovali so družbenim privilegijem na podlagi verske pripadnosti, njihovi privrženci pa so zavračali vojaško službo in politične funkcije. Znani so bili po nošenju lesenih mečev namesto pravih in skoraj obveznih sabelj. 

## Vpliv
Čeprav nikoli številni, so imeli poljski bratje pomemben vpliv na politično misel na Poljskem. Potem ko so bili izgnani s Poljske, so emigrirali v Anglijo, Vzhodno Prusijo in na Nizozemsko, kjer so objavili veliko svojih del, ki so  vplivala na razmišljanja poznejših filozofov, kot sta bila John Locke in Pierre Bayle.
Njihovi glavni ideologi so bili Piotr z Goniadza (Gonesius), Grzegorz Paweł z Brzezin, Marcin Czechowic, Johannes Crellius, ki je prišel na Poljsko iz Nemčije, in Johann Ludwig von Wolzogen, ki je prišel na Poljsko iz Avstrije. Vsi so bili bolj znani v Evropi kot na Poljskem. Med najbolj znanimi pripadniki bratstva so bili Mikołaj Sienicki, Jan Niemojewski ter pisatelji in pesniki Zbigniew Morsztyn, Olbrycht Karmanowski in Wacław Potocki.
Na izgon poljskih bratov se včasih gleda kot na začetek zatona znamenite poljske verske svobode, čeprav se je zaton začel že prej in končal kasneje. Zadnji nekatoliški poslanec je bil odstranjen iz parlamenta v začetku 18. stoletja. 

## Bratje v moderni dobi
V Drugi poljski republiki je duhovnik Karol Grycz-Śmiałowski leta 1937 v Krakovu poustvaril nekaj, za kar je menil, da je oživitev Cerkve poljskih bratov. V Ljudski republiki Poljski je bila organizacija leta 1967 registrirana kot Združenje poljskih bratov (poljsko Jednota Braci Polskich).
Sodobne skupine, ki se zgledujejo po poljskih bratih, vključujejo kristadelfijce in Generalno konferenco Cerkve Božje (CoGGC). Čeprav so kristadelfijci od svojega nastanka v 40. letih 19. stoletja vedno iskali zgodovinske precedense, se skupina ni zavedala bližjih precedensov v socinijanstvu. To se je spremenilo z nizom člankov, objavljenih v reviji skupnosti v zgodnjih 70. letih. Revijo, ki nadaljuje raziskave o poljskih bratih in sorodnih skupinah, izdaja tudi Atlanta Bible College of the CoGGC.

## Vir
- Phillip Hewett. Racovia: An Early Liberal Religious Community. Providence, Blackstone Editions, 2004.